# Aasu (Samoa Amerykańskie)
Aasu – wieś w Samoa Amerykańskim, dystrykcie Zachodnim. Wieś zlokalizowana jest na wyspie Tutuila.